# Křtěnovice
Křtěnovice (německy Kerschtenowitz) jsou malá vesnice, část obce Nová Ves u Mladé Vožice v okrese Tábor v Jihočeském kraji. Nachází se asi 1,5 kilometru jižně od Nové Vsi u Mladé Vožice. Je zde evidováno 23 adres. V roce 2011 zde trvale žilo dvanáct obyvatel.
Křtěnovice jsou také název katastrálního území o rozloze 2,36 km².

## Historie
První písemná zmínka o vesnici pochází z roku 1357.

## Obyvatelstvo
| Rok            | 1869 | 1880 | 1890 | 1900 | 1910 | 1921 | 1930 | 1950 | 1961 | 1970 | 1980 | 1991 | 2001 | 2011 | 2021 |
| -------------- | ---- | ---- | ---- | ---- | ---- | ---- | ---- | ---- | ---- | ---- | ---- | ---- | ---- | ---- | ---- |
| Počet obyvatel | 223  | 199  | 171  | 185  | 175  | 155  | 154  | 99   | 90   | 61   | 34   | 17   | 16   | 12   | 17   |
| Počet domů     | 32   | 30   | 35   | 34   | 28   | 30   | 28   | 25   | 25   | 21   | 14   | 23   | 23   | 23   | 23   |

## Obecní správa
Při sčítání lidu v letech 1850–1975 Křtěnovice byly osadou obce Nová Ves u Mladé Vožice, se kterým patřily nejprve do okresu Tábor, ale v roce 1950 v okrese Votice a od roku 1960 opět v okrese Tábor. Od 1. ledna 1976 do 23. listopadu 1990 byly částí obce Oldřichov v okrese Tábor. Od 24. listopadu 1990 jsou opět částí obce Nová Ves u Mladé Vožice v okrese Tábor.

## Galerie

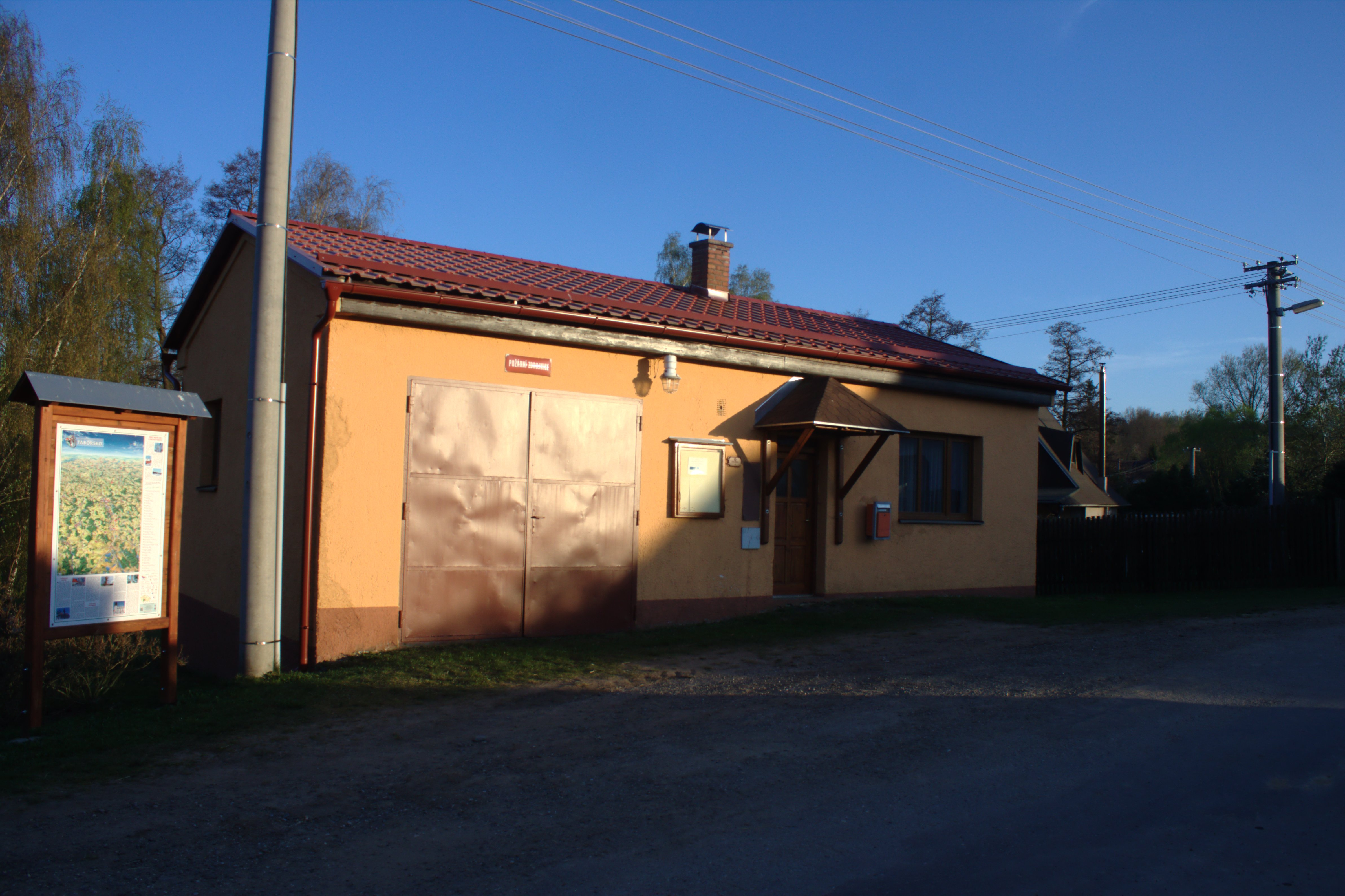
Hasičská zbrojnice
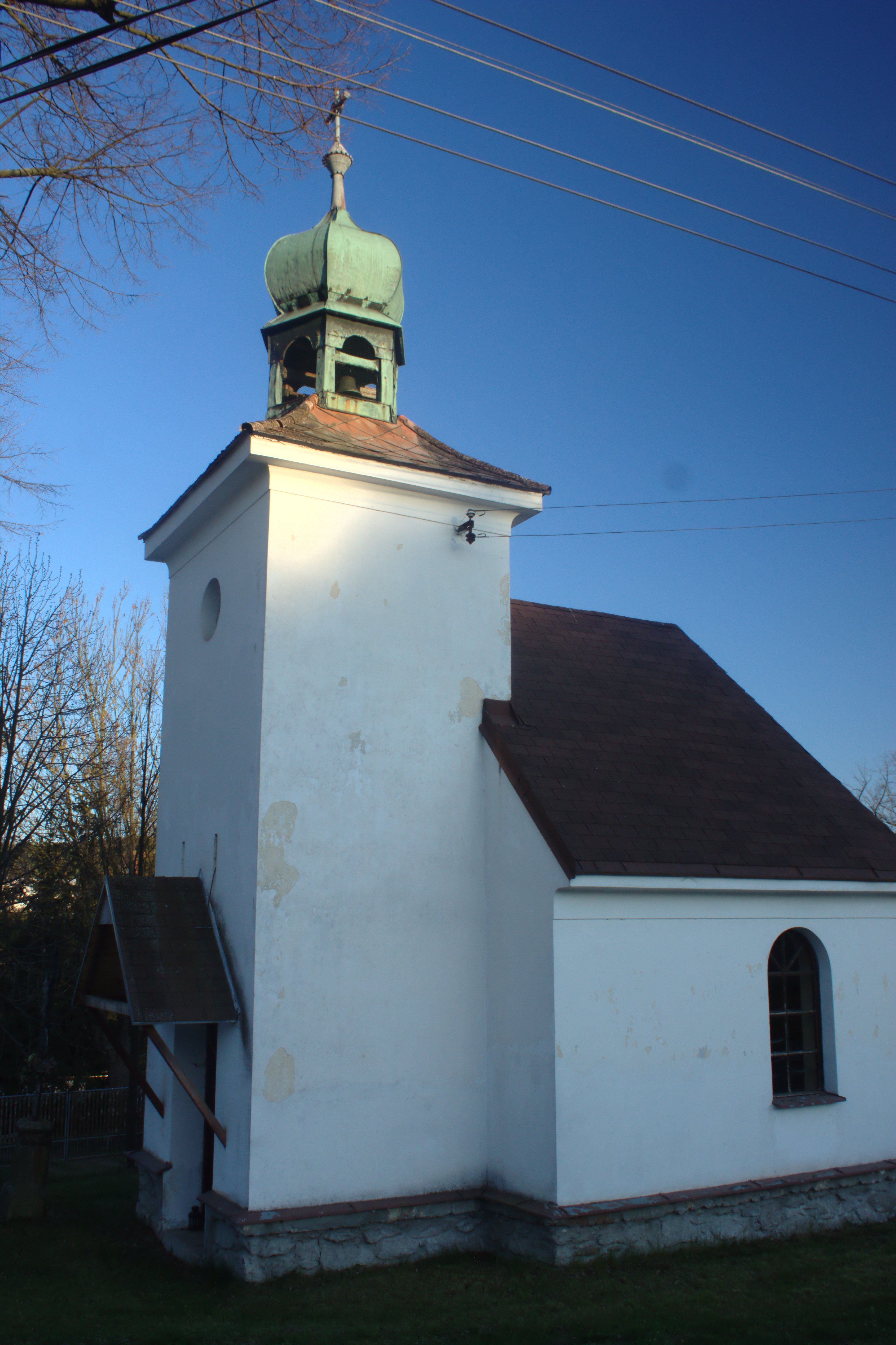
Kaplička
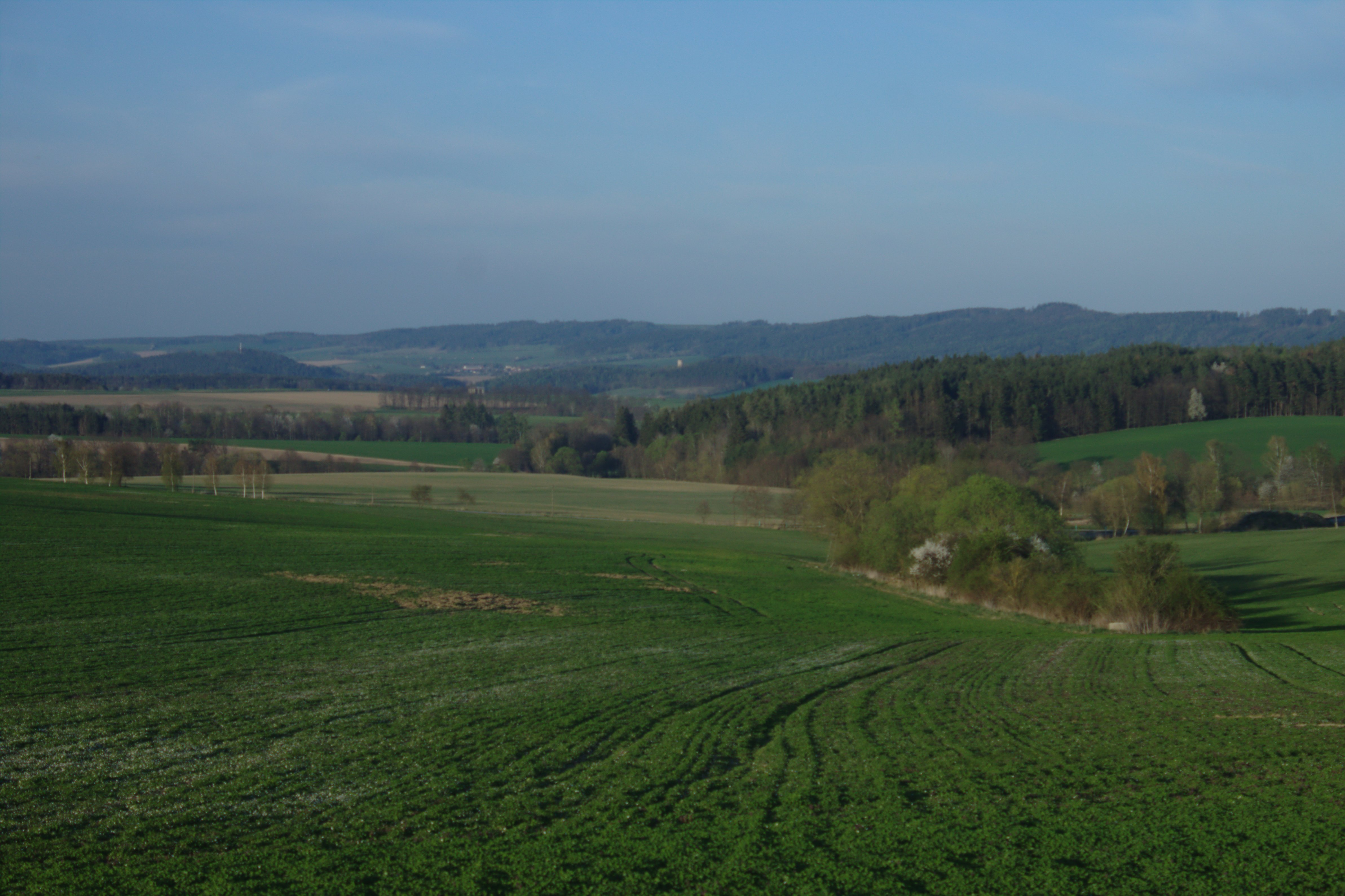
Okolní krajina